# Andreas Ryve
Andreas Ryve, född 16 november 1973, är en svensk professor i matematikdidaktik vid Mälardalens universitet och Högskolan i Östfold i Norge. Han är också ledamot av Sveriges unga akademi, ledamot av Vetenskapliga rådet i Skolforskningsinstitutet och forskare vid Institutet för framtidsstudier. Andreas Ryve erhöll 2023 Läromedelsförfattarnas särskilda pris för Rik matematik.

## Forskning och skolutveckling
Utöver sitt arbete som professor i matematikdidaktik är Andreas Ryve vetenskaplig expert och skolutvecklare vid Västerås stad. Ryve driver också skolutvecklingsprojektet Räkna med Västerås, forskningsprojektet Theorizing teacher use of curriculum resources in classroom practices som finansieras av Vetenskapsrådet, samt projektet Framtidens läromedel, som utvecklar ett nytt forskningsbaserat läromedel för grundskolan tillsammans med verksamma lärare i Eskilstunaskolor, med finansiering av Sparbanken Rekarne och Eskilstuna kommun.
Han har tidigare arbetat vid Oxfords universitet, vid Stockholms universitet och har haft uppdrag inom Vetenskapsrådet, Skolforskningsinstitutet och Skolverket. Ryve har tidigare drivit forskningsprojektet Effektiv matematikutbildning, som studerat lärarutbildning, synen på effektiv utbildning samt lärarhandledningar och hur dessa stöttar lärare i planering och genomförande av matematikundervisning, i Sverige, Finland, USA och Belgien (Flandern). Han har också studerat problemlösningsundervisning i matematik, hur material kan designas för att stötta lärare i att agera i matematikklassrummet, samt sätt att begreppsliggöra och mäta storskaliga projekt som syftar till att utveckla klassrumsundervisning och elevers kunskaper i matematik, inom forskningsprojektet Etablering av storskalig förbättring av matematikundervisning.
Ryves forskning är framför allt inriktad på effektiv klassrumsundervisning, läromedel, matematiklärarutbildning och kompetensutveckling av matematiklärare, analytiska metoder för att studera interaktion i klassrum samt storskalig utveckling av matematikundervisning i samarbete mellan forskare och huvudmän. Ryve är verksam både i Sverige och internationellt.

## Framtidens läromedel och Rik matematik
I januari 2016 startade Andreas Ryve projektet Framtidens läromedel för att utveckla och testa ett svenskt forskningsbaserat läromedel i matematik tillsammans med svenska lärare. Läromedlet ska ge lärare bättre resurser för matematikundervisning och på så sätt ge elever större möjligheter att nå kunskapsmålen. Projektet samarbetar med verksamma lärare i Eskilstuna kommun som testar och är med och utvecklar läromedlet. Projektet finansieras av Sparbanken Rekarne och Eskilstuna kommun.
Resultatet av projektet Framtidens läromedel vidareutvecklades av Andreas Ryve med kollegor till grundläromedlet Rik matematik, som ges ut av Bonnierförlagen Lära. Författarna menar att Rik matematik är forskningsbaserat på så sätt att läromedlet är utvecklat med hänsyn tagen till forskning om undervisning och läromedel från forskningsfält som utbildningsvetenskap, didaktikforskning och kognitionsforskning.
För sitt arbete med Framtidens läromedel och Rik matematik erhöll Andreas Ryve under 2023 Läromedelsförfattarnas särskilda pris för att han "leder en projektgrupp vars kollektiva insats på ett banbrytande sätt har kopplat forskningen till praktiken och resulterat i faktiska läromedel."

## Publikationer

### Böcker
- Skola på vetenskaplig grund, Andreas Ryve, Kirsti Hemmi & Per Kornhall, Stockholm, Natur & Kultur, 2016. ISBN 9789127147492.

### Vetenskapliga artiklar

#### Senast publicerade
- Ryve, A, & Cobb, P. (in press). Professional Development Programs as Drivers of Improvement in Implemented Mathematics Curricula – Do They Work? Fourth International Handbook of Mathematics Education
- Matta, C., Lindvall, J., & Ryve, A. (2023). The Mechanistic reward of data and theory integration for theory-based evaluation. American Journal of Evaluation. DOI: 10.1177/10982140221122764
- Lindvall, J., Kirsten, N., Eriksson, K., Brehmer, D. & Ryve, A. (2023). Does the duration of professional development programs influence effects on instruction? An analysis of 174 lessons during a national-scale program, European Journal of Teacher Education, DOI: 10.1080/02619768.2023.2198101
- Kaufmann, O. T. & Ryve, A. (2022). Transition between discourses – portraying teaching practices in collegial discussions. Nordic Studies in Mathematics Education, 27(4), 25–46
- Eriksson K, Lindvall J, Helenius O, & Ryve A (2022). Higher-achieving children are better at estimating the number of books at home: Evidence and implications. Front. Psychol. 13:1026387. doi: 10.3389/fpsyg.2022.1026387
- Kaufmann, O.T., Larsson, M. & Ryve, A. (2022). Teachers’ Error-handling Practices Within and Across Lesson Phases in the Mathematics Classroom. Int J of Sci and Math Educ https://doi.org/10.1007/s10763-022-10294-2
- Kaufmann. O. T., & Ryve, A. (2022). Teachers’ framing of students’ difficulties in mathematics learning in collegial discussions. Scandinavian Journal of Educational Research, DOI: 10.1080/00313831.2022.2115134
- Sjölund, S., Lindvall, J., Larsson, M., & Ryve, A. (2022). Using research to inform practice through research-practice partnerships: A systematic literature review. Review of Education. https://doi.org/10.1002/ rev3.3337
- Sjölund, S., Lindvall, J., Larsson, M., & Ryve, A. (2022): Mapping roles in research-practice partnerships – a systematic literature review, Educational Review, DOI: 10.1080/00131911.2021.2023103
- Lindvall, J., Helenius, O., Eriksson, K. & Ryve, A. (2022). Impact and design of a national-scale professional development program for mathematics teachers. Scandinavian Journal of Educational Research. https://doi.org/10.1080/00313831.2021.1910563